# Galeandra minax
Galeandra minax là một loài phong lan.